# Європейський інститут телекомунікаційних стандартів
Європе́йський інститу́т телекомунікаці́йних станд́артів (англ. European Telecommunications Standards Institute, ETSI) — незалежна, некомерційна організація зі стандартизації в телекомунікаційній промисловості (виробники устаткування і оператори мереж) в Європі. ETSI були успішно стандартизовані системи стільникового зв'язку GSM і система професійного мобільного радіозв'язку TETRA, стандарт радіотелефонів DECT. ETSI є одним з творців 3GPP.
ETSI був створений CEPT в 1988 році та був офіційно визнаний Європейською Комісією і секретаріатом EFTA. Розташований в Софії Антиполіс (Франція), ETSI офіційно відповідальний за стандартизацію інформаційних і телекомунікаційних технологій в межах Європи. У ETSI входять 699 членів від 55 країн з і поза Європою, включаючи виробників устаткування, операторів зв'язку, адміністрації, сервісних провайдерів, дослідників і користувачів — фактично, всі ключові гравці у світі інформаційних технологій.
У 2005, бюджет ETSI перевищив 20 мільйонів євро, з внесками, що прибувають від членів, комерційних дій, таких як продаж документів, контрактної роботи та партнерського фінансування. З цього приблизно 40 % йдуть до експлуатаційних витрат, і решта 60 % використовується на робочі програми, включаючи центри компетентності та спеціальні проєкти.

## Членство
ETSI налічує понад 900 організацій-членів у всьому світі з 62 країн та п'яти континентів. Її спільнота різноманітна і включає всі ключові зацікавлені сторони сектору ІКТ: приватні компанії, наукові організації, наукові кола, урядові та державні органи, а також суспільні зацікавлені сторони. Малі та середні підприємства (МСП) та мікропідприємства (МП) становлять більше чверті загальної кількості членів ETSI. Список діючих членів можна знайти на вебсайті ETSI.   
Існують різні типи членства:   
- Члени (що знаходяться в країні, що знаходиться в зоні CEPT), та асоційовані члени (що знаходяться в країні, що знаходиться за межами CEPT)
- Некомерційні асоціації користувачів, університети, державні дослідницькі організації та мікропідприємства
- Урядові організації
- Спостерігачі

Членські внески розраховуються залежно від типу членства. Внески членів та асоційованих членів обчислюються за класом, який походить від річного діапазону ECRT компанії-члена.